# Кушнир, Алла Шулимовна
А́лла Шу́лимовна Кушни́р (в замужестве Кушнир-Штейн, англ. Alla Kushnir-Stein; 11 августа 1941, Москва — 2 августа 2013, Тель-Авив) — израильская, ранее советская, шахматистка, гроссмейстер (1976). Была также известна как историк, археолог и педагог, нумизмат. Заслуженный мастер спорта СССР (1972). Доктор философии по археологии (PhD, 1990).
Чемпионка СССР по шахматам среди женщин (1970). Участница ряда чемпионатов СССР (1958—1970). Трёхкратная победительница шахматных Олимпиад (в 1969 и 1972 годах в составе сборной СССР, в 1976 году в составе сборной Израиля).
Участница соревнований на первенство мира в 1964—1971, 1976—1978 годах. Была претенденткой на звание чемпионки мира по шахматам, но трижды (в 1965, 1969 и 1972 годах) уступала первенство Ноне Гаприндашвили.
На шахматных турнирах она была 2-й (Тбилиси-Сухуми, 1962), выиграла в Белграде (1971), 2—3-й в Вейк-ан-Зее, выиграла в Москве (1971), выиграла во Врнячке Бане (1973).
Обладательница званий WIM (Международный мастер;1962) и WGM (Международный гроссмейстер; 1976).
Репатриировалась в Израиль в 1974 году.
После ухода из спорта занималась археологией. Была профессором Тель-Авивского университета, научным консультантом Израильского нумизматического общества, членом редакционной коллегии журнала «Израильские нумизматическое исследования» (Israel Numismatic Research). Автор ряда научных публикаций по нумизматике Ближнего Востока. Входила в редакционную коллегию трёхтомного компендиума «Corpus Inscriptionum Iudaeae / Palaestinae: A multi-lingual corpus of the inscriptions from Alexander to Muhammad» (2011—2014).

## Спортивные достижения
| Год  | Город           | Турнир                                            | + | − | = | Результат | Место |
| ---- | --------------- | ------------------------------------------------- | - | - | - | --------- | ----- |
| 1958 | Москва          | Чемпионат Москвы                                  |   |   |   | из        | 1     |
| 1964 | Сухуми          | Турнир претенденток                               |   |   |   | из        | 1—3   |
| 1965 | Рига            | Матч на первенство мира против Ноны Гаприндашвили | 3 | 7 | 3 | 4½ из 13  |       |
| 1969 | Тбилиси, Москва | Матч на первенство мира против Ноны Гаприндашвили | 2 | 6 | 5 | 4½ из 13  |       |
|      | Люблин          | 4-я олимпиада                                     | 8 | 0 | 1 | 8½ из 9   |       |
| 1972 | Рига            | Матч на первенство мира против Ноны Гаприндашвили | 4 | 5 | 7 | 7½ из 16  |       |
|      | Скопье          | 5-я олимпиада                                     | 6 | 0 | 2 | 7 из 8    |       |
| 1976 | Хайфа           | 7-я олимпиада                                     | 7 | 0 | 1 | 7½ из 8   | 1     |

## Книги
- A bibliography of the city coinage of Palestine: from the 2nd century B.C. to the 3rd century A.D. Oxford: B.A.R., 1987.
- Meḥḳarim bi-khetovot Yeṿaniyot ṿe-Romiyot shel maṭbeʻot Erets-Yiśraʼel ba-teḳufah Prinḳipaʼit / Studies in Greek and Latin inscriptions on the Palestinian coinage under the Principate (PhD Dissertation Thesis). Tel Aviv, 1990.
- Two Hellenistic weights from Phoenicia in the Hecht museum collection. University of Haifa, 2005.

## Изменения рейтинга
| Графики недоступны из-за технических проблем. См. информацию на Фабрикаторе и на mediawiki.org. |